# تشارلز كوفمان (كاتب سيناريو)
تشارلز كوفمان (بالإنجليزية: Charles Kaufman)‏ هو كاتب سيناريو أمريكي، ولد في 20 أكتوبر 1904 في باترسون في الولايات المتحدة، وتوفي في 2 مايو 1991 في لوس أنجلوس في الولايات المتحدة بسبب ذات الرئة.

## وصلات خارجية
- تشارلز كوفمان على موقع IMDb (الإنجليزية)
- تشارلز كوفمان على موقع IMDb (الإنجليزية)
- تشارلز كوفمان على موقع ألو سيني (الفرنسية)
- تشارلز كوفمان على موقع أول موفي (الإنجليزية)
- تشارلز كوفمان على موقع قاعدة بيانات الأفلام السويدية (السويدية)
- تشارلز كوفمان على موقع قاعدة بيانات الفيلم (الإنجليزية)
- تشارلز كوفمان على موقع كينوبويسك (الروسية)